# HMS Maidstone (1744)
Pour les autres navires du même nom, voir HMS Maidstone.
Le HMS Maidstone est un navire de ligne de quatrième rang de 50 canons, de classe Falkland de la Royal Navy. Lancé en 1744, il fait naufrage en 1747.

## Conception
Le HMS Maidstone est un vaisseau de 4e rang percé de 50 canons, Fifty guns ship. Il est construit par les chantiers Bronsdon et Wells de Rotherhithe (Depford - près de Londres), pour un coût de 13 000 livres. Douze vaisseaux seront construits suivant le modèle de la classe Falkland. Le temps de construction de ces douze vaisseaux représente environ 29 mois (2 ans et demi), soit un temps de construction moyen par bateau de 75 jours. Nous pouvons supposer, si nous partons sur une hypothèse de 200 heures mensuelles et de 100 000 heures pour construire un bateau, une présence continuelle sur le chantier de 230 hommes pendant 29 mois.
Le vaisseau de 50 canons est un petit vaisseau dans l'organisation d'une escadre mais il garde, malgré sa position, une puissance de feu redoutable. Ce navire est armé de 50 canons : première batterie : 22 canons de 24 livres de balle (2 694 kg/canon) ; deuxième batterie : 22 canons de 12 livres de balle (1 646 kg/canon) ; gaillard arrière : 4 canons de 6 livres de balle (850 kg/canon) ; gaillard avant : 2 canons de 6 livres de balle (850 kg/canon).

Le nombre d’hommes nécessaires au service de la pièce de 24 livres est de 13 hommes (dont un chef de pièce et un soldat pour surveiller les marins). La manœuvre du canon doit dans certains cas être faite des deux bords du navire et le nombre de pièces et de servants ne correspond qu’à la moitié des pièces de la batterie. Aussi l’art du capitaine est d’éviter de combattre des deux côtés du vaisseau. Il y a 13 commandements pour exécuter un tir qui doit se faire entre 6 et 8 minutes.

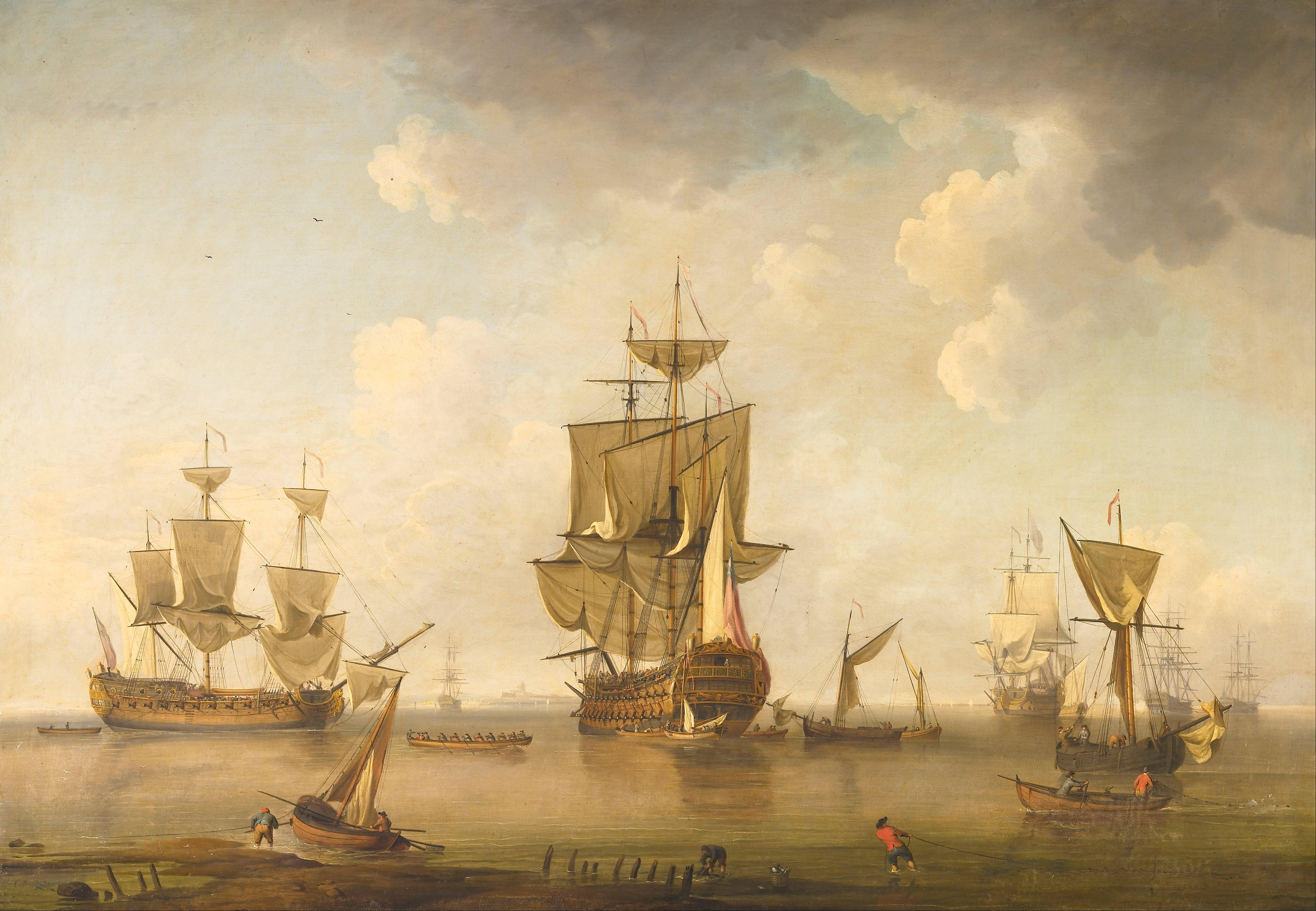
Charles Brooking - Men of War in Harbour - 1745/1755
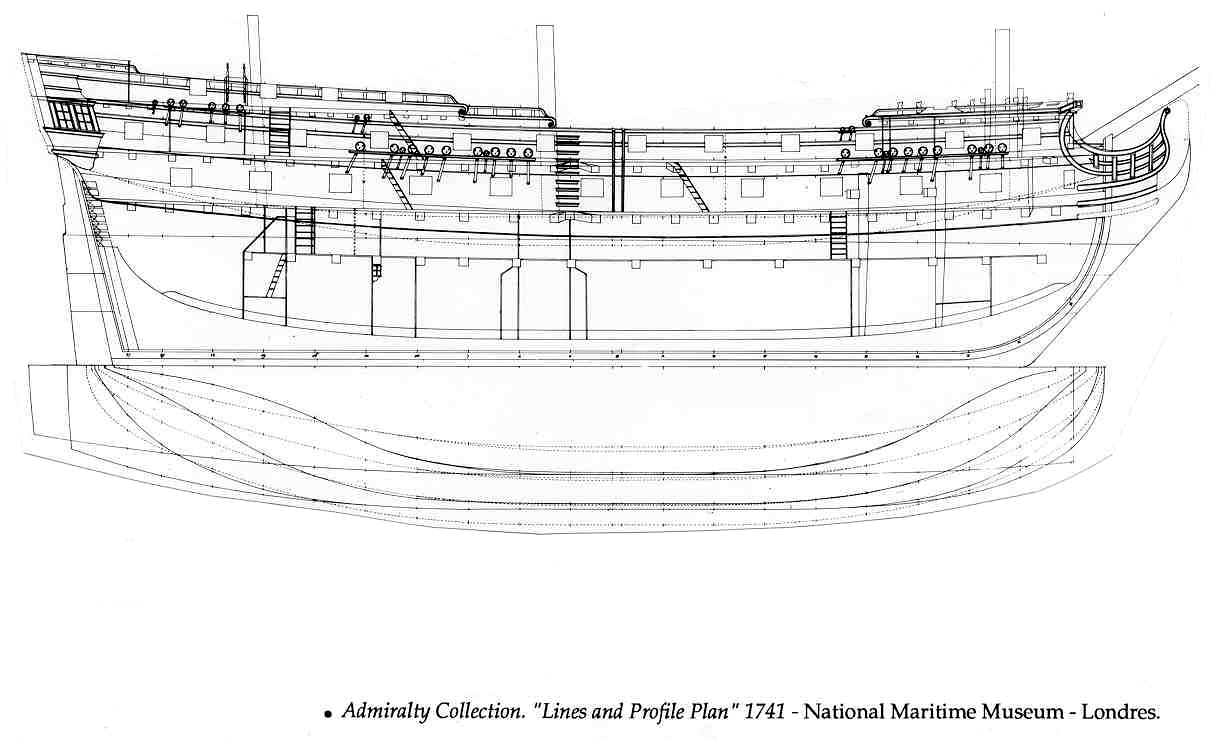
Plan du HMS Faukland
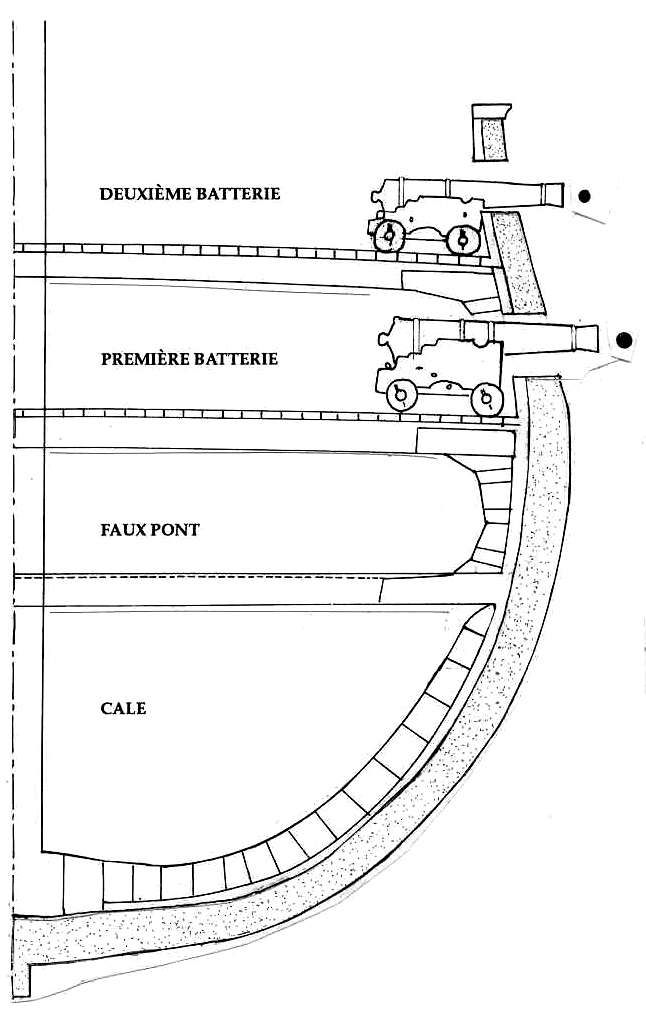
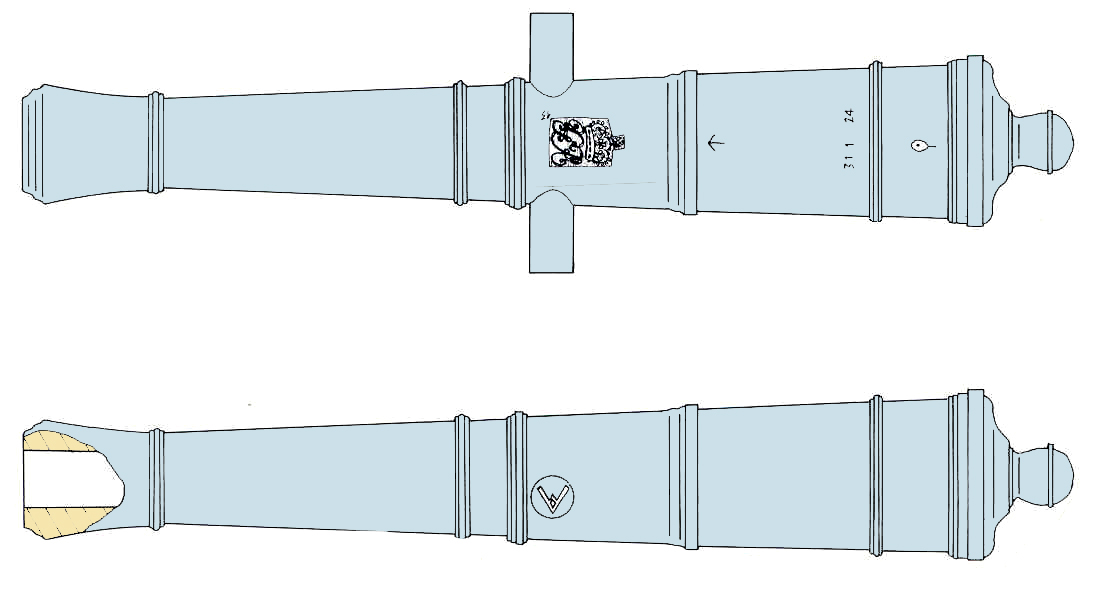
canons du HMS Maidstone 1744

## Lancement
Le Maistone a été lancé en 1744,. En 1746, Sir Augustus Keppel, en prend le commandement. Ce vicomte, né le 25 avril 1725 était issu d'une grande famille anglaise d'origine hollandaise (il était le fils du second comte d'Albemarle) et était considéré comme un marin expérimenté. Il avait commencé son parcours comme mousse, à 10 ans, était devenu officier à 15 ans sur le Centurion (le seul vaisseau rescapé de la fameuse expédition d'Anson, autour du monde (1740-1744), et c'était le quatrième vaisseau dont il exerçait le commandement (il avait obtenu son premier commandement à 19 ans).
Pendant la Guerre de Succession d'Autriche, la Royal Navy, plus riche en vaisseaux de combats que la marine française, organise un blocus des côtes françaises. Sir Keppel s'y montre très actif. Fin juin/ début juillet 1747il a déjà capturé 5 navires au pavillon français ou espagnol, a pourvu ces navires d'un équipage anglais et a accompagné ses prises jusqu'au port de Plymouth.

### Naufrage
Le matin du 8 juillet 1747, Sir Augustus Keppel croise avec l'escadre de Sir Peter Warren au large du Cap Finisterre, dans ce vaisseau doté de 50 canons. Il attend, à l’affût, une flottille de huit voiles accompagnant de nombreux navires marchands revenant des Antilles. Apercevant les vaisseaux de guerre anglais, cette flottille se sépare en deux. Sept navires mettent le cap au sud, tandis que le plus grand de ces navires oriente sa route vers Keppel comme s'il voulait couvrir les autres. C'est le Dromadaire, un navire marchand bordelais de 400 tonneaux et 18 canons. Les navires se trouvent alors au large de Noirmoutier. Pour le jeune et ardent capitaine du Maidstone, qui s'est détaché de l'escadre de Warren, il s'agit d'un « très grand navire (very great ship) » et il se met en chasse.
Le Dromadaire, commandé par le capitaine Dupuy, se sentant poursuivi veut se rapprocher de la côte de Noirmoutier pour s'y mettre à l'abri mais passe au large, évitant un passage plus court, le chenal entre l'île du Pilier et l'Herbaudière, une route qu'il estime trop dangereuse. Le navire anglais cherche à lui couper la route, en passant plus près de l'île. C'est là, après une douzaine d'heures de poursuite, que le Maisdtone vint talonner sur les rochers de Sécé, non loin de cette île du Pilier, et s'échoue.
Le 8 juillet 1747, le HMS Maidstone sombre donc au large de l'Ile de Noirmoutier, près de l'Île du Pilier. En voici le récit fait par Sir A. Keppel :  De Noirmoutier, entre Nantz et l'Ile Dieu, le 28 juin (O.S.) 1747 : « ...J'avais à mon bord un vieux pilote destiné à sir Peter Warren, en plus du mien. Il me dit que nous pourrions très bien couper le navire de la terre, et qu'il connaissait la côte. Malheureusement pour moi, nous approchâmes très près du navire chassé... Finalement, à portée de mousquet, je lui envoyai deux ou trois boulets dont il ne se soucia guère. Le fort ouvrit le feu sur nous : à ce moment le vieux pilote me dit : « il faut laisser porter ». Je fis aussitôt embraquer les bras de tribord, mettre la barre à tribord et raidir les amures de babord : tout cela fut promptement exécuté et sans la moindre confusion... Je demandai alors à l'homme de sonde dans les porte-haubans du vent combien il y avait de fond. Sur sa réponse : « cinq brasses » ... Nous touchâmes sur les roches des Pelliers deux minutes après... ». Dans l'excitation de la poursuite, le capitaine n'avait pas perçu au bruit que la profondeur des fonds diminuait. « Je fis aussitôt mettre la barre au vent et le navire abattit ; puis le pilote me dit de loffer de nouveau, et dans les cinq minutes qui suivirent, nous talonnâmes si violemment que tout le monde à bord crût le navire démoli. Je pense que le premier coup avait dû crever la coque à tribord avant... Impuissant dès lors à sauver le navire de Sa Majesté, j'ai donné l'ordre de couper la mâture et songé à sauver les sujets de Sa Majesté... La perte d'environ 27 de mes hommes me cause le plus vif chagrin et me rend misérable . J'espère passer en jugement dès mon retour. Votre très obéissant serviteur, A. Keppel. »
Le 9 Juillet, Keppel aborde l'île de Noirmoutier avec le grand canot conduit par 18 marins. Pourquoi quitte-t-il le navire avant que le reste de son équipage ne soit évacué ? Il a répondu qu'il voulait s'assurer de l'état du Maidstone, et voir s'il était possible d'échouer le navire à marée haute, plus près de la côte, mais que son canot a été entraîné vers cette côte. Il est conduit chez le gouverneur, le sieur Des Marais et lui dit : « Je me rends, Monsieur, prisonnier de guerre du Roi, votre Maître. Je n'ai point d'épée à vous remettre l'ayant laissée à mon bord. Disposez de moi comme vous le jugerez à propos ». L'ordre est alors donné d'aller sauver les autres naufragés.
L'équipage, au moment du naufrage, est constitué de 396 marins, d'une moyenne d’âge de 28 ans. Cet équipage est constitué de 308 marins (dont 27 officiers, 9 midshipmen et 15 mousses) et 88 soldats. Le capitaine Keppel avait embarqué 5 serviteurs. À la suite du naufrage, sur les 396 hommes, 27 hommes sont morts noyés. 18 prisonniers français et espagnols et 6 noirs esclaves, à bord du HMS Maidstone, sont libérés.
La plupart des marins et soldats sont placés dans les douves du donjon du château de Noirmoutier. On leur paye leur solde, ainsi qu'en font foi les documents trouvés dans les archives de l'administration des Classes. Les marchands sont autorisés à venir les ravitailler, sauf en vin et eau-de-vie. Les officiers et mariniers ont droit à « six bouteilles de vin à midi et six bouteilles le soir ». Les officiers jouissent d'une liberté totale ayant « la ville pour prison ». Quant au capitaine, il peut entrer ou sortir du château quand il veut. Par la suite, le 28 juillet, un convoi est mis en route pour Nantes et le 4 août tout l'équipage part pour Dinan. Le 7 août 1747, le capitaine Keppel part vers l’Angleterre, et vers le 20 août l’ensemble de l’équipage.

### Procès d'Augustus Keppel
Le 10 novembre 1747, un jugement du Conseil de guerre britannique acquitte Augustus Keppel de toute faute.
Il devint vice-amiral à 45 ans puis Premier Lord de l'Amirauté à 57 ans en 1782.

### Fouille de l'épave
Le site du naufrage est retrouvé en 1980 par Bernard de Maisonneuve (l'ARHIMS, l'Association de recherche historique maritime et sous-marine). Un chantier archéologique sous-marin se tiendra de 1982 à 1990, avec pour direction l'inventeur du site. Au cours de ces huit années, 100 plongeurs bénévoles  et aides ont réalisé 2500 heures sous l'eau et autant en préparation et suivi.

Le site sous-marin du Maidstone s'étend sur 85 mètres en axe ouest-sud-ouest - est-nord-est, et sur 30 mètres en axe nord-sud. Il est à 300 mètres ouest de la roche des Grands Sécés, coincé entre deux têtes de roche (Lat : 47°03.4600 - long : 02°19.9400). Le gisement est situé par 3 mètres de fond à l'ouest-sud-ouest et par 7 mètres à l'est-nord-est (basse mer de vives-eaux). Les restes de l'épave sont à un niveau - 0,50 mètre/- 0,80 mètre du sol. Seuls quelques canons ainsi qu'une masse importante de lest volant et de boulets de canon émergeaient du sable. Le travail topométrique, en 1982, a consisté à établir un relevé du site en deux dimensions par la méthode triangulaire. Nous avons précisé des points fixes à partir de masses lourdes reliées entre elles par un câble : canons no 5, no 13, no 10 et no 4. Puis, chaque année, nous avons dégagé sur des zones définies I, II, III, les laminaires et les roches. Par la suite, nous avons travaillé sur une délimitation de 5 mètres par 5 mètres, établie avec des plots en ciment de 25 kg, reliés entre eux par un câble métré. Aucune structure fixée au sol ne pouvait tenir en raison des courants. De 1982 à 1989, nous avons exploré une surface couverte de 350 m2, pour une estimation du site de 2 400 m2. C’'est le premier chantier archéologique sous-marin sur la façade atlantique mené et réalisé pendant dix ans par des amateurs. Le matériel archéologique, estimé à 2 000 objets, dont certains sont uniques, est présenté au musée du château de Noirmoutier. Sept canons du site du Maidstone ont été retirés et répartis sur la côte vendéenne. Il est possible d'en voir quatre au château de Noirmoutier. (no 8-5-20-12) deux à Saint-Gilles-Croix-de-Vie (no 1-3) et un aux Sables-d'Olonne (no 14).

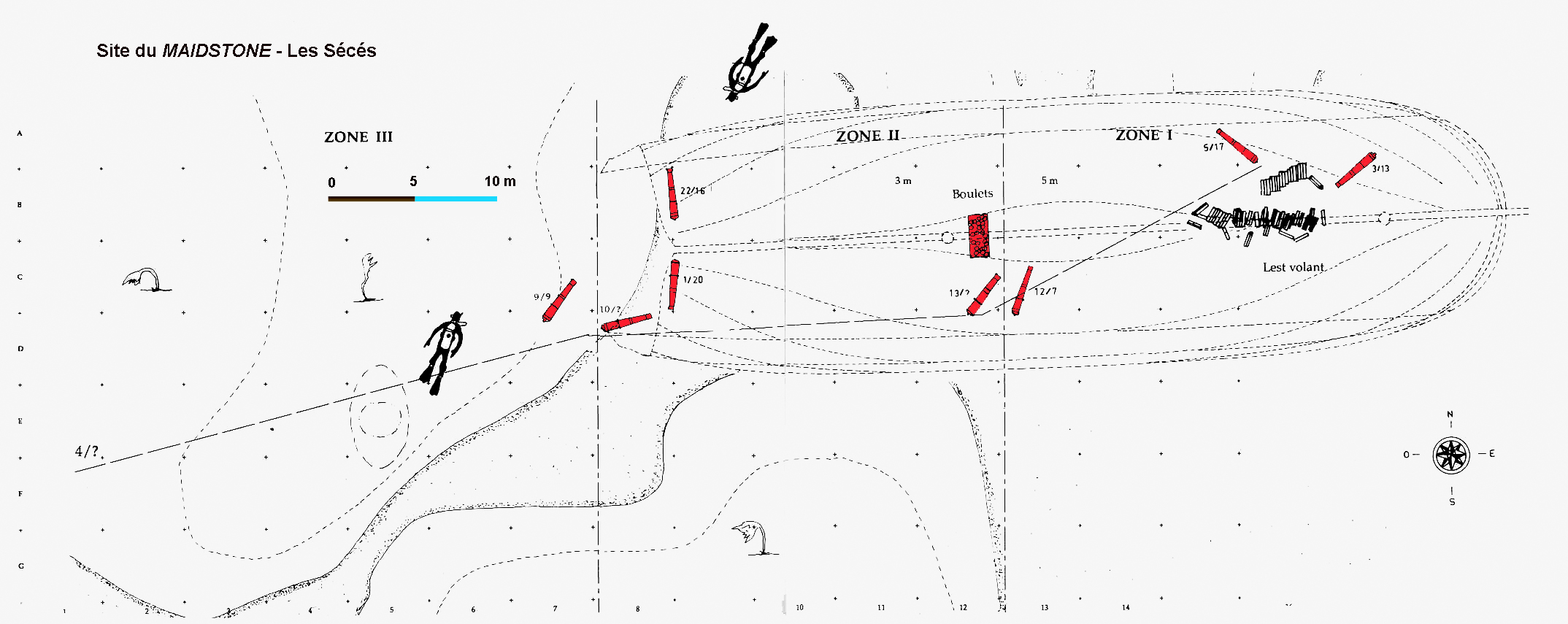
fouille 1980-1994
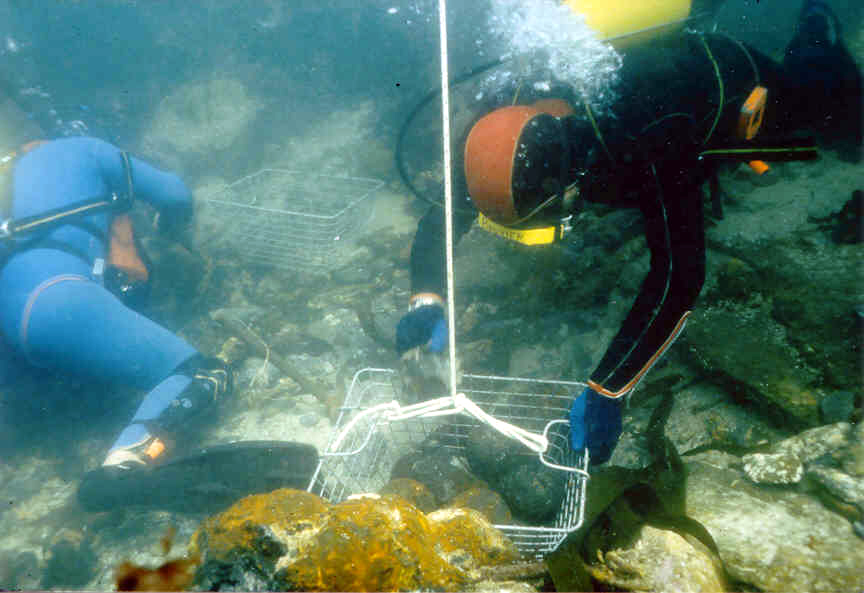
fouille 1980
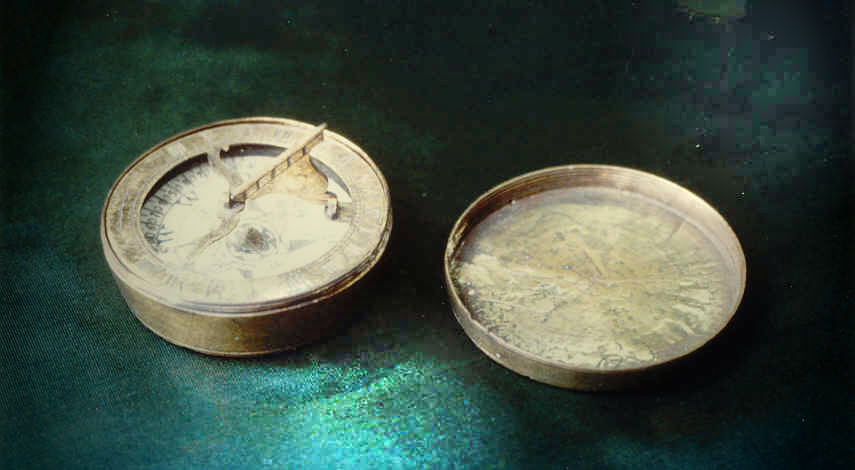
cadran solaire de poche 1747
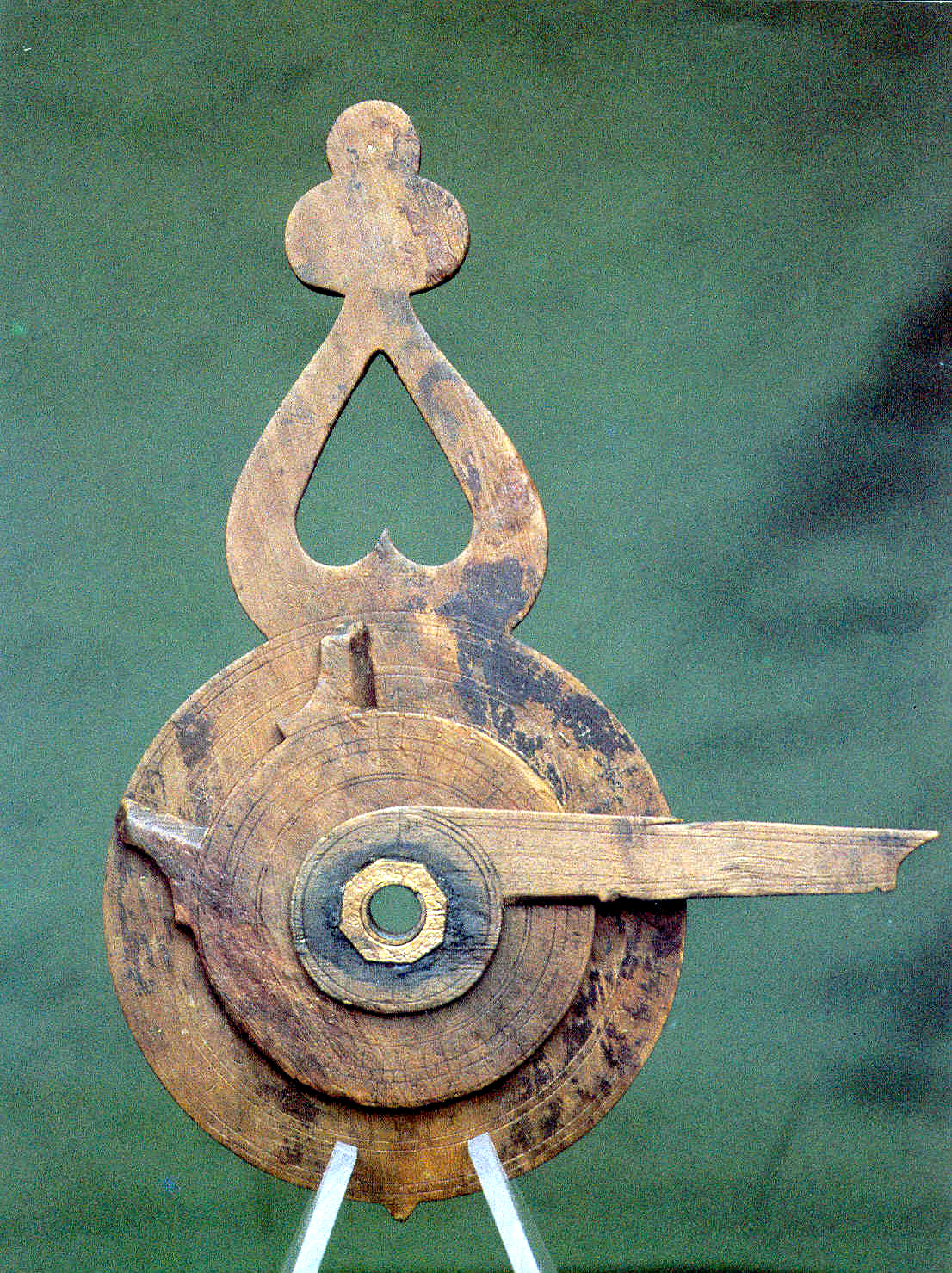
nocturlabe - 1742
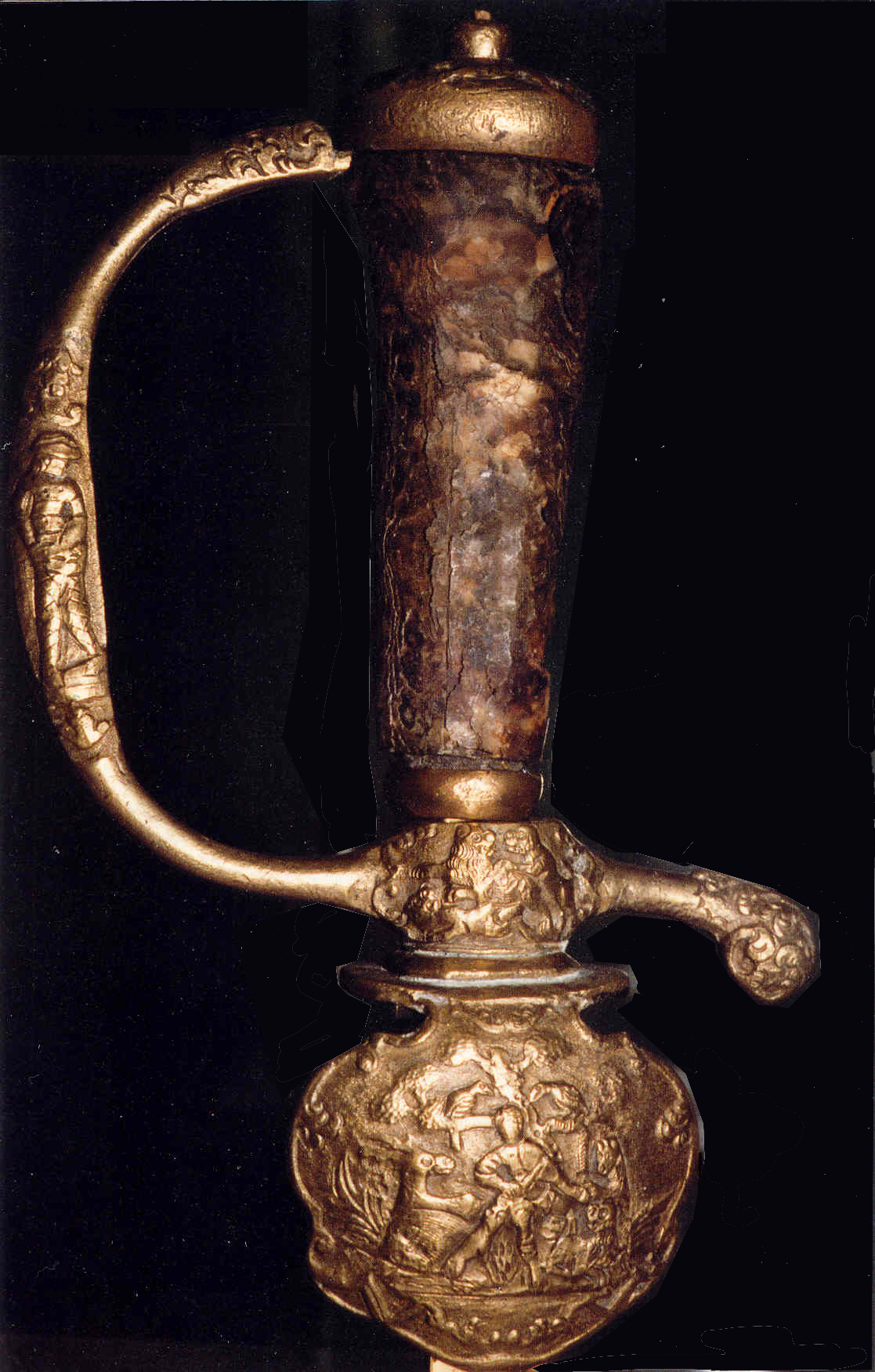
garde d'épée

### Monographies
- (en) Thomas Keppel, The life of Augustus Viscount Keppel, vol. 1, 1842, p. 83.
- Loïc Du Rostu, Le naufrage du Maidstone: Noirmoutier, 1747, Reflets du Passé, 1982.